# کوئیک‌تریپ
کوئیک‌تریپ (انگلیسی: QuikTrip) شرکت خرده‌فروشی آمریکایی است، که در سال ۱۹۵۸ تأسیس شد و هم‌اکنون مالک شبکه‌ای از ۹۰۴ شعبه می‌باشد.